# Dysterlöpare
Dysterlöpare (Harpalus melancholicus) är en skalbaggsart som beskrevs av Pierre François Marie Auguste Dejean 1829. Dysterlöpare ingår i släktet Harpalus, och familjen jordlöpare. Enligt den svenska rödlistan är arten sårbar i Sverige. Arten förekommer i Götaland, Gotland och Öland. Artens livsmiljö är havsstränder, jordbrukslandskap, stadsmiljö.